# James Blood Ulmer
Pour les articles homonymes, voir Ulmer.

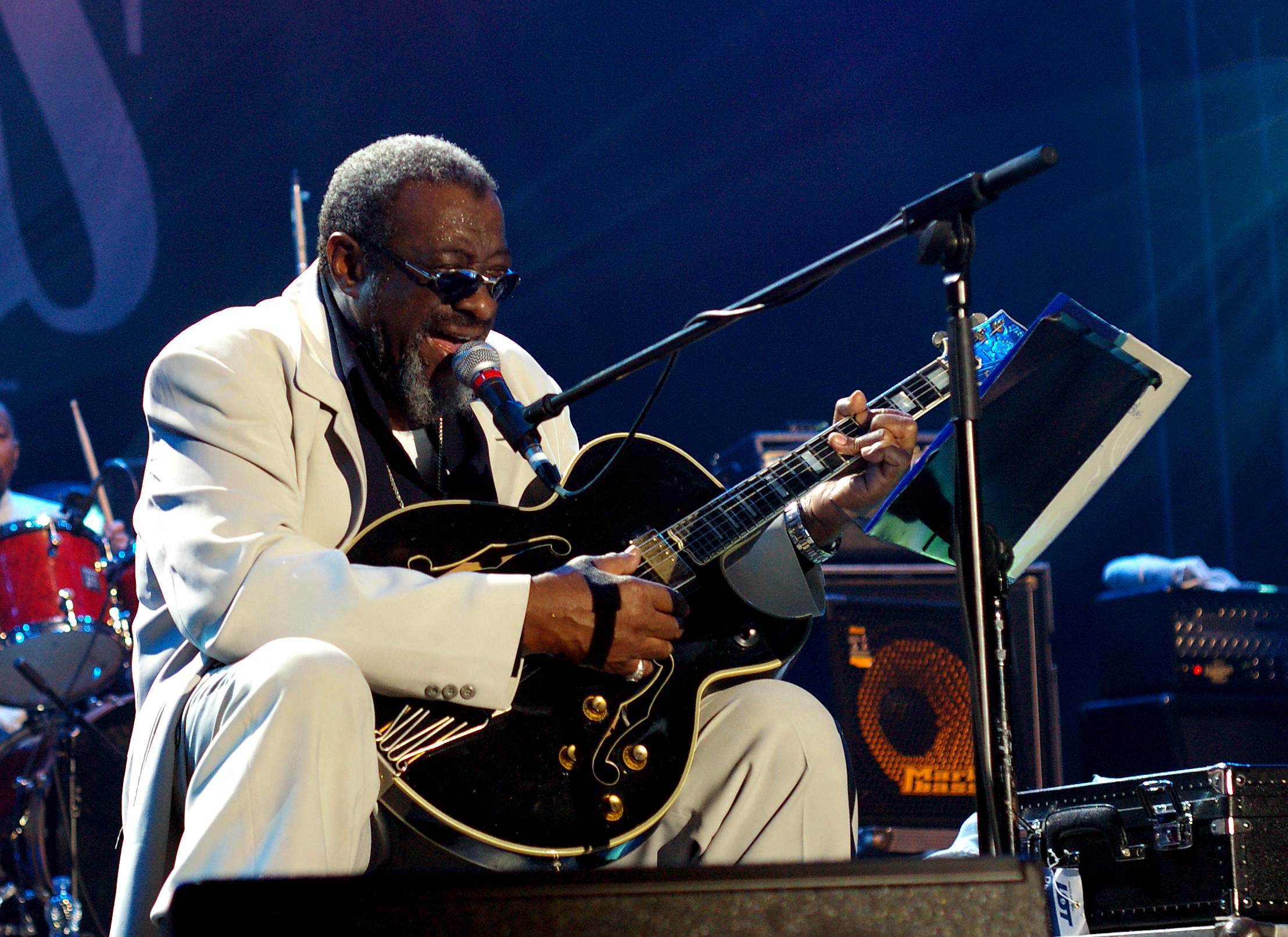
James Blood Ulmer en 2010.

James « Blood » Ulmer (né a St. Matthews, Caroline du Sud ou à New York) est un guitariste, chanteur de jazz et de blues américain. Il est considéré au début des années 1980 comme un des guitaristes les plus innovants, sa sonorité à la guitare est singulière et son style aux confins du blues, du funk et du jazz est d'une grande richesse harmonique. Il adhère à la théorie « harmolodique » d'Ornette Coleman, c'est-à-dire que la musique peut être créée à la vitesse de la pensée, ce qui donne une impression de foisonnement.

## Carrière
Ulmer commence sa carrière en jouant dans divers ensembles de jazz, dont les Jazz Messengers, et réalise son premier enregistrement avec l'organiste John Patton en 1969. En 1971, il déménage à New York, où il joue avec les Jazz Messengers d'Art Blakey, avec Joe Henderson, Paul Bley, Rashied Ali ou encore Larry Young.
Au début des années 1970, il rejoint Ornette Coleman et devient le premier guitariste électrique à enregistrer et à tourner avec lui. Il reconnaît Coleman comme l'une de ses principales influences.
Il fonde The Music Revelation Ensemble avec David Murray et Ronald Shannon Jackson, avec qui il enregistre dans les années 1980 et 1990. Julius Hemphill, Arthur Blythe, Sam Rivers et Hamiet Bluiett (saxophones et flûtes) firent quelques apparitions avec le groupe.
James Blood Ulmer a enregistré un certain nombre d'albums sous son propre nom, dont les récents enregistrements produits par Vernon Reid. En 2010, il collabore aussi avec le guitariste et chanteur français Rodolphe Burger et un ensemble de percussions, composé de Victor Binot, Louis Dellignon, Lionel Galonnier et Guillaume Rieffel.

## Discographie

### En tant que leader
- Revealing (In + Out, 1977)
- Tales of Captain Black (Artists House, 1978)
- Are You Glad to Be in America? (Rough Trade, 1980)
- Free Lancing (Columbia, 1981)
- Black Rock (Columbia, 1982)
- Odyssey (Columbia, 1984)
- Live at the Caravan of Dreams (Caravan of Dreams, 1986)
- America - Do You Remember the Love? (Blue Note, 1987)
- Blues Allnight (In +  Out, 1989)
- Black and Blues (DIW, 1990) Drayton, Ali, Weston
- Blues Preacher (DIW/Columbia, 1992)
- Harmolodic Guitar with Strings (DIW, 1993)
- Live at the Bayerischer Hof (In +  Out, 1994)
- Music Speaks Louder Than Words (DIW, 1995)
- Forbidden Blues (DIW, 1996)
- Blue Blood Innerhythmic, (2001)
- Memphis Blood: The Sun Sessions (Hyena Records, 2003)
- No Escape from the Blues: The Electric Lady Sessions (M, 2003)
- Birthright (Hyena, 2005)
- Bad Blood in the City: The Piety Street Sessions (Hyena, 2007)
- In and Out (In & Out Records, 2010)

### Avec Odyssey the Band
- Odyssey (Columbia, 3-5/83) Charles Burnham, Warren Benbow
- Part Time (Rough Trade, 1983)
- Reunion (Knitting Factory, 1997) Burnham, Benbow
- Back in Time (Pi Records, 2005) Odyssey the Band: Burnham, Benbow

### Avec Music Revelation Ensemble
- No Wave (Moers, 1980)
- Music Revelation Ensemble (DIW, 1988)
- Electric Jazz (DIW, 1990)
- After Dark (DIW, 1991)
- In the Name of... (DIW, 1993)
- Cross Fire (DIW, 1996)

### Avec Phalanx
- Phalanx (Moers, 1985)
- Original Phalanx (DIW, 1987)
- In Touch (DIW, 1988)

### Avec Third Rail
- South Delta Space Age (Antilles, 1995)

### En collaboration
- Hank Marr : Sounds from the Marr-ket Place (King, 1967, rec.1964)
- John Patton : Accent on the Blues (Blue Note, 1969)
- John Patton : Memphis to New York Spirit (Blue Note, 1970)
- Larry Young : Lawrence of Newark (Perception/Castle, 1973)
- Rashied Ali Quintet : Rashied Ali Quintet (Survival/Knitting Factory, 1973)
- Arthur Blythe : Lenox Avenue Breakdown (Columbia, 1979)
- Arthur Blythe : Illusions (Columbia, 1980)
- Jamaaladeen Tacuma : Show Stopper (Gramavision, 1982–83)
- David Murray : Children (Black Saint, 1984)
- David Murray : Recording N.Y.C. 1986 (DIW, 1986)
- Riot : The Privilege of Power (CBS, 1990 / Collectables, 2003)
- Rodolphe Burger : Guitar Music (Dernière Bande Records, 2003)
- J. Cortez & the Firesplitters : Borders of Disorderly Time (2003)
- James Carter : Out of Nowhere (Half Note, 2004)
- World Saxophone Quartet : Political Blues (Justin Time, 2006)

### Apparitions télévisées
- SOLOS: the jazz sessions (Bravo! Canada 2004)

## Source
- Philippe Carles, André Clergeat, and Jean-Louis Comolli, Dictionnaire du jazz, Paris, 1994.